# ライカ (犬種)

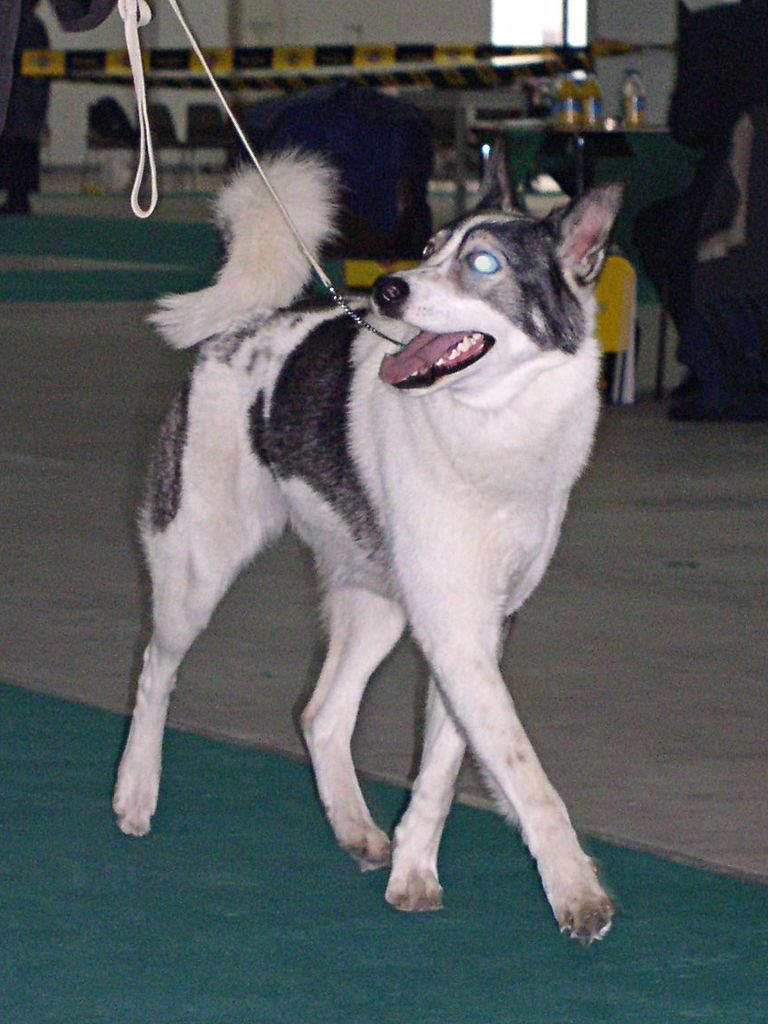
ポーランドのドッグショーでのイースト・シベリアン・ライカ

ライカ（ロシア語: Ла́йка; IPA: [ˈlajkə], 英: Russian Laika）は、ロシア北部およびシベリアに生息する猟犬の一種である。いくつかの犬種はその名に「ライカ」を含む。

## ロシア語における「ライカ」
ロシア語の「ライカ（лайка）」は「吠える」という意味の動詞ラヤート（лаять）から派生した名詞である。ロシアのイヌに関する文献の中では、「ライカ」はロシア北部およびその周辺地域で伝統的に飼われてきた猟犬全般を指して用いられており、ここには国際畜犬連盟等に登録されている「ライカ」を犬名に含む数種だけでなく、国際畜犬連盟では「北方の猟犬」（グループ5セクション2）に分類されている犬種等も含まれている。例えばロシア語では、ノルウェジアン・エルクハウンドは「ノルウェジアン・エルク・ライカ（норвежская лосиная лайка）」、フィニッシュ・スピッツは「フィニッシュ・バード・ライカ（финская птичья лайка）」である。
また、国際畜犬連盟で「北方のそり犬」に分類されるような、ツンドラ地帯に生息するそり犬を「ライカ」と呼ぶこともある。例えばシベリアン・ハスキーを「ヤクート・ライカ（якутская лайка）」と呼んだり、サモエドを「サモエド・ライカ（Самоедская лайка）」と呼ぶ例が見られる。
ロシア語にはこのほかに犬全般を指す言葉としてсобака（サバーカ）がある。

## ライカを名に持つ犬種

### 国際的な犬種

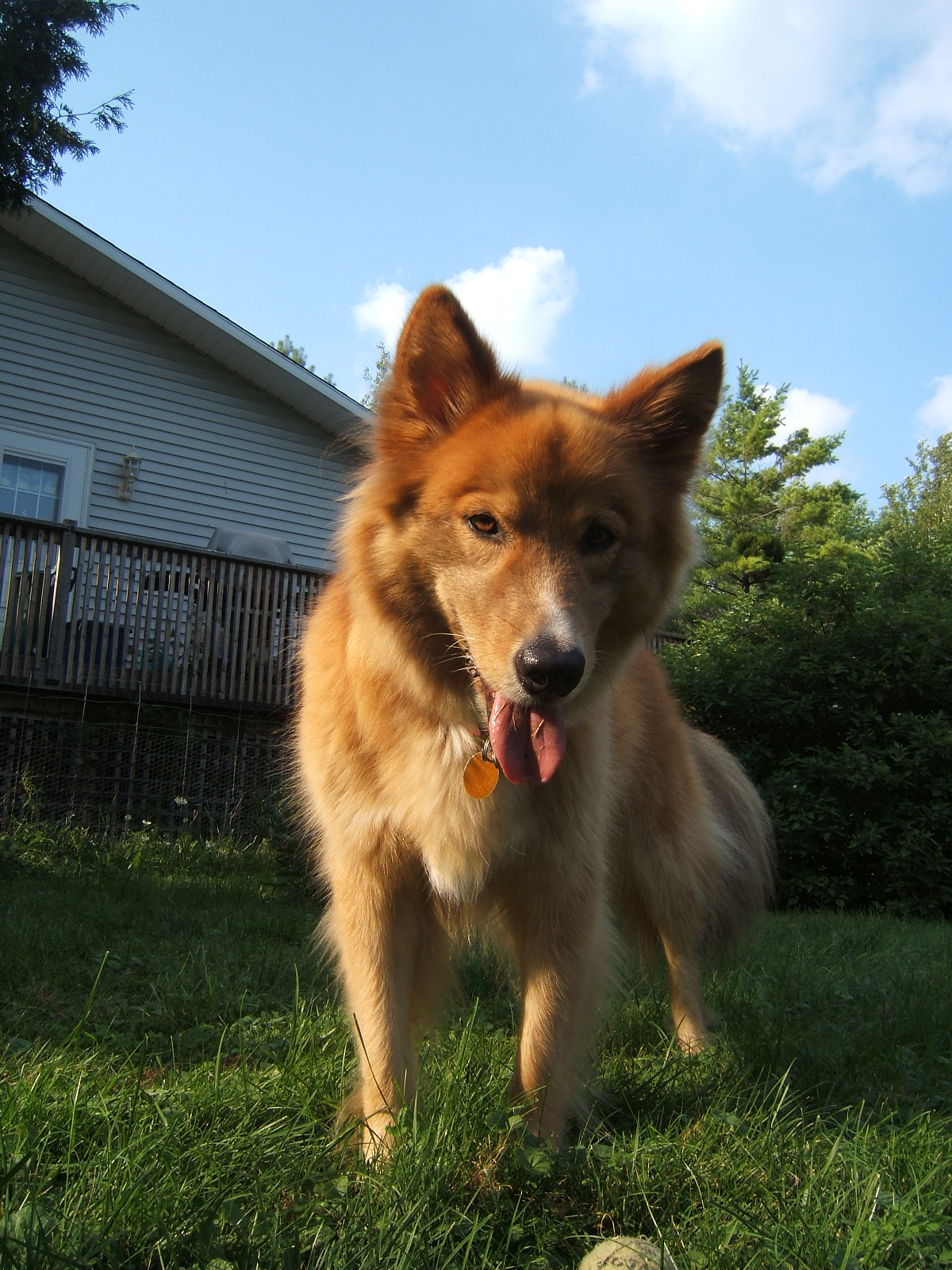
カレロ＝フィニッシュ・ライカ

国際畜犬連盟（FCI）が認定する犬種の中には、「ライカ」を含むものが次の3種ある。
- ラッソ・ヨーロピアン・ライカ（犬種番号304）
- ウエスト・シベリアン・ライカ（306）
- イースト・シベリアン・ライカ（305）

これらはいずれもロシアおよびシベリア原産の犬から作出された犬種である。また、FCI公認犬種以外でもカレロ＝フィニッシュ・ライカのように、ある程度国際的に知名度のある「ライカ」がある。

### その他
コーレル・ライカ（英：Korel Laika）
ロシアの猟犬だが詳細は不明。
ゾリアン・ライカ（英：Zorian Laika）
ロシアの猟犬だが詳細は不明。
ツングース・ライカ（英：Tunguse Laika）
シベリアの猟犬だが詳細は不明。
ネネツ・ハーディング・ライカ（英：Nenets Harding Laika）
ネネツ自治管区に在住しているネネツ族に飼われているライカ犬種。トナカイを管理したり、番犬や狩猟に使われている万能なライカで、サモエドの親せき種である。外見もサモエドに近いが、毛色は白だけでなくタン、グレー、ブラックなどがある。
ノースイースタリー・ホーリング・ライカ（英：Northeasterly Hauling Laika）
シベリアの極東地域のそり犬。
フィノ・ライカ（英：Finno Laika）
ロシアの猟犬だが詳細は不明。
ラッソ＝フィニッシュ・ライカ（英：Russo-Finnish Laika）
フィニッシュ・ライカの近縁種だが、毛色はフォーン。カレロ＝フィニッシュ・ライカと同種とする見解もある。
ラップランド・ライカ（英：Lapland Laika）
ロシアの猟犬だが詳細は不明。